# De torens van Schemerwoude
De torens van Schemerwoude is een historische stripreeks van de Belgische striptekenaar en scenarioschrijver Hermann. De verhalen uit de reeks spelen zich af in de middeleeuwen, ten tijde van de kruistochten en zijn realistisch getekend. De eerste tien delen verschenen in het Nederlands bij uitgeverij Arboris, maar worden nu uitgegeven door Glénat Benelux. Vanaf deel elf, Assunta, gaat de reeks verder onder de naam Schemerwoude. Deze delen werden mee geschreven door Yves Huppen, de zoon van Hermann.

## Verhaal
De verhalen in deze reeks laten de hardheid van de middeleeuwen zien. Een gewelddadige tijd met oorlogen en ridders die meer ruw dan hoffelijk waren. Het toont de vele misstanden die plaatsvonden, van excessen met geweld onder de mensen en de armoedige omstandigheden waarin de horige boeren leefden. Dit was ook de tijd dat in Europa grote kathedralen werden gebouwd, en de kruisvaarders en pelgrims op weg naar het Heilige Land gingen. 
De belangrijkste persoon in de serie is Aymar van Schemerwoude. Hij is een dolende ridder die tijdens zijn queeste vergezeld wordt door zijn schildknaap Olivier. Aymar is zijn voorouderlijke kasteel en grondgebied (Schemerwoude, in het Frans Bois-Maury) kwijtgeraakt en wil deze terugveroveren. De hoofdpersoon voldoet in alle opzichten aan ons beeld van de goede ridder. Hij is rechtvaardig en wordt gekenmerkt door zijn moed, kracht en intelligentie.
Een terugkerende motief is de rechtvaardige en goede Aymar die zijn weg moet vinden in een wrede wereld, vol boosheid en kwaad.

## Ontwikkeling van de serie
De serie werd in eerste instantie opgezet als een tiendelige serie onder de naam De torens van Schemerouwde. De eerste cyclus, die eindigt met de dood van de hoofdpersoon, betekende echter niet het einde van de serie. In 1998 ging Hermann verder met de serie onder de naam Schermerwoude. Tekentechnisch verschilt deze van de voorgaande reeks. Hermann schakkelde omstreeks 1996 over op een andere stijl waarbij hij de tekeningen direct inkleurde zonder inktlijn. Inhoudelijk wijken de verhalen ook af van de eerste reeks. Voor het vervolg verschenen albums die gericht waren op afstammelingen van Aymar van Schemerwoude. Het twaalfde deel en de delen daarna maakte hij in samenwerking met zijn zoon Yves Huppen. 
Met het in 2021 verschenen zestiende deel de man met de bijl lijkt een derde cyclus te zijn begonnen. In dit deel is Aymar wederom de hoofdpersoon en speelt zich af in de tijd voor de eerste cyclus.

## Albums
| Nummer | Titel                 | Verschenen | Uitgeverij                  |
| ------ | --------------------- | ---------- | --------------------------- |
| 1      | Babette               | 1985       | Arboris, Gibraltar Uitgaven |
| 2      | Eloïse van Grimbergen | 1986       | Arboris                     |
| 3      | Germain               | 1987       | Arboris, Gibraltar Uitgaven |
| 4      | Reinhardt             | 1988       | Arboris                     |
| 5      | Alda                  | 1989       | Arboris                     |
| 6      | Sigurd                | 1989       | Arboris                     |
| 7      | William               | 1990       | Arboris                     |
| 8      | De Seldsjoek          | 1992       | Arboris                     |
| 9      | Khaled                | 1993       | Arboris                     |
| 10     | Olivier               | 1994       | Arboris                     |
| 11     | Assunta               | 1998       | Arboris, Silouet Uitgaven   |
| 12     | Rodrigo               | 2001       | Arboris, Prestige Uitgaven  |
| 13     | Dulle Griet           | 2006       | Arboris, Prestige Uitgaven  |
| 14     | Vassya                | 2009       | Arboris, Fantasia Uitgaven  |
| 15     | Hemeloog              | 2012       | Arboris, Fantasia Uitgaven  |
| 16     | De man met de bijl    | 2021       | Glénat                      |